# Santa Margarida da Serra

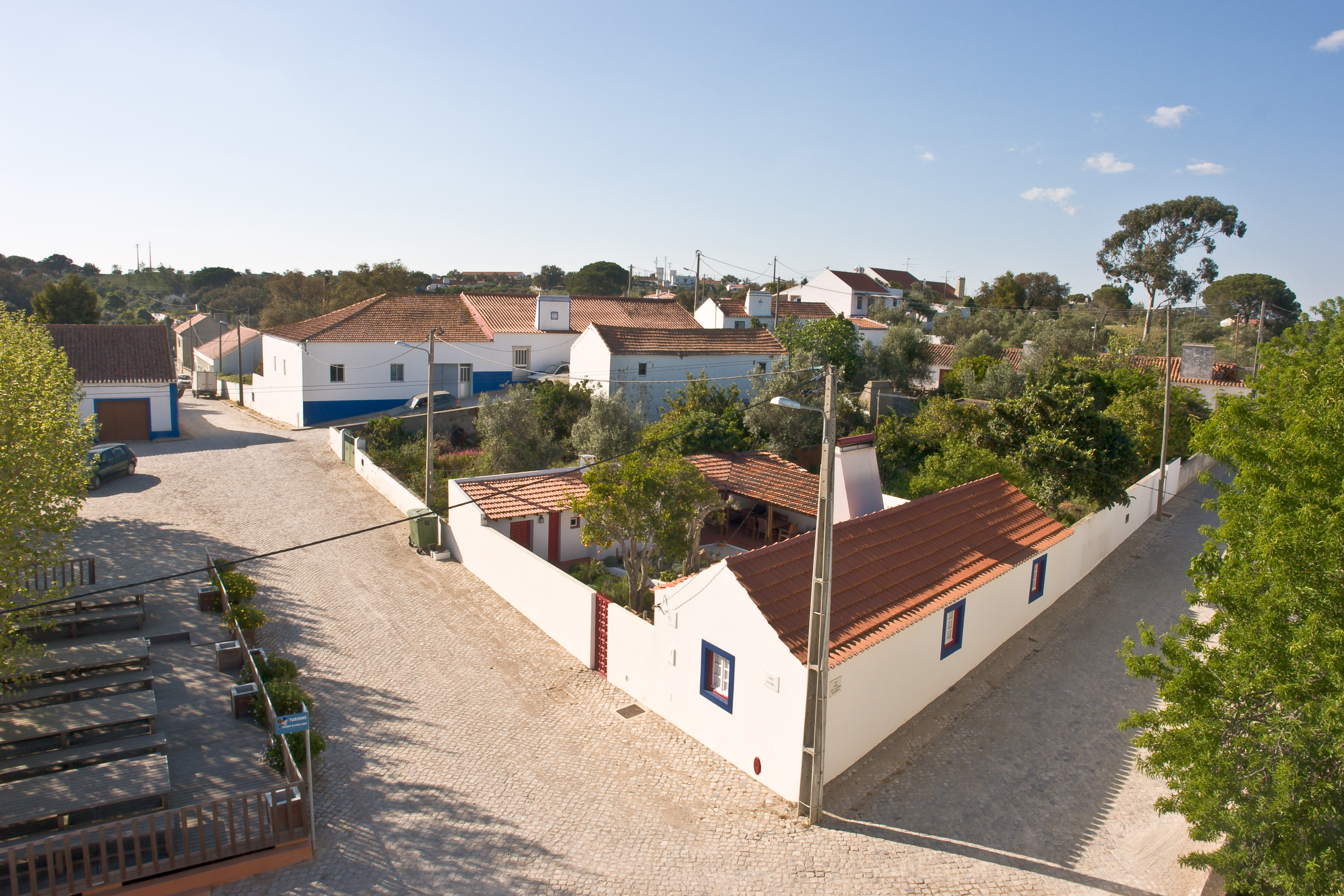
Blick über Santa Margarida da Serra

Santa Margarida da Serra ist eine portugiesische Gemeinde Freguesia im Kreis Grândola, mit einer Fläche von 52,4 km² und 177 Einwohnern (Stand 30. Juni 2011). Dies entspricht einer Bevölkerungsdichte von 3,4 Einwohnern pro km².
Santa Margarida da Serra liegt in den Bergen der Serra de Grândola und ist ca. 6 km von der Kreishauptstadt Grândola entfernt. Das Dorf lebt von Landwirtschaft und Korkabbau in den riesigen Wäldern der Serra de Grândola, von denen es umgeben ist, sowie von Landwirtschaft.

## Pego da Moura
Der Staudamm von Pego da Moura oder auch Pego da Mina genannt befindet sich im Bezirk von Grândola an der Nationalstraße 120, die Grândola mit Santiago do Cacém verbindet kurz hinter dem Ort Santa Margarida da Serra in Richtung Grândola. 

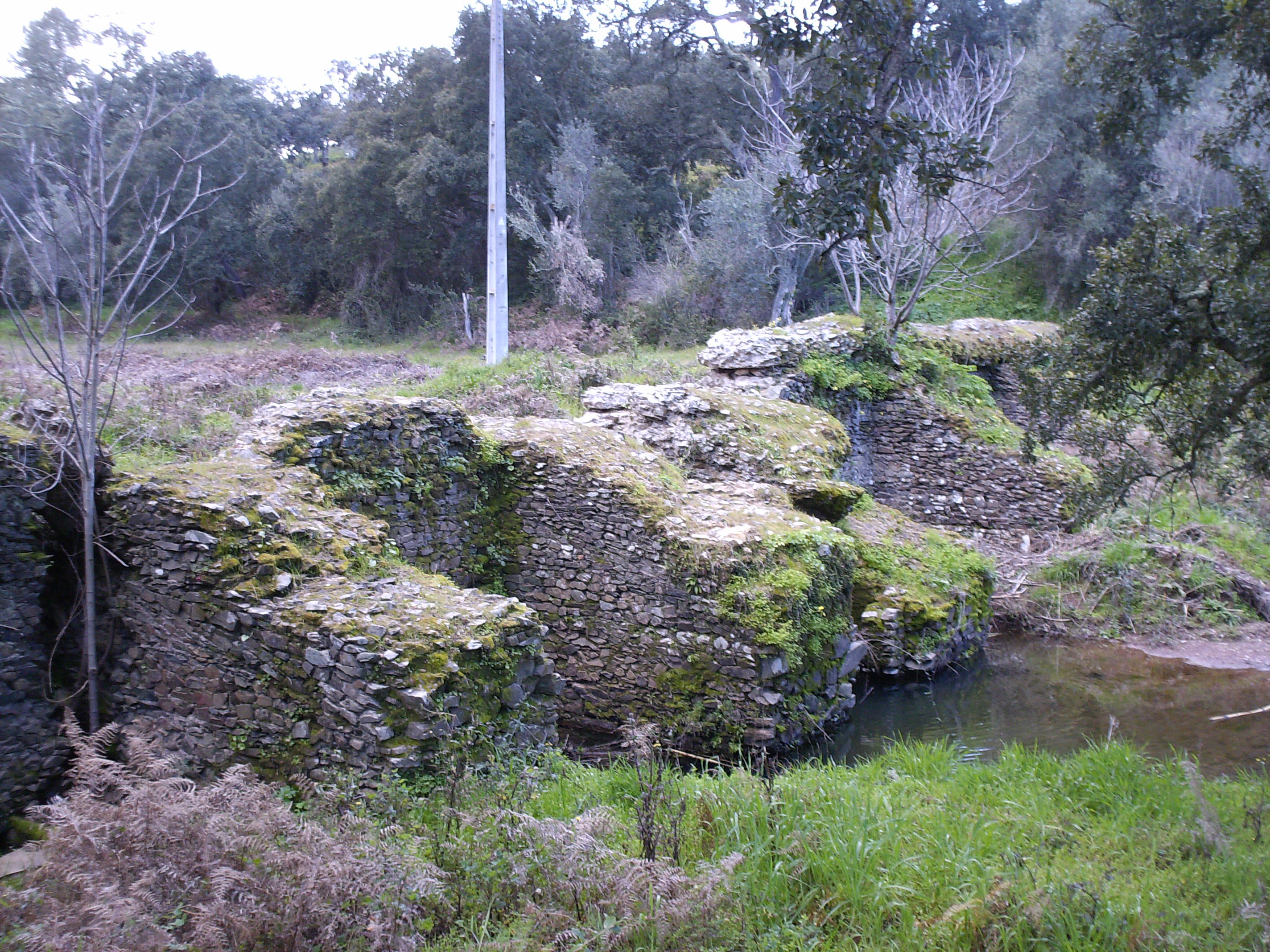
Historischer Staudamm aus römischer Zeit: Pego da Moura

Der Staudamm wurde unter den Römern gebaut und wurde erst im 20. Jahrhundert entdeckt und 1996 entsprechend klassifiziert. Der Staudamm besteht aus drei Mauern und sechs Absperrungen, die einen Höhenunterschied von 3 Metern absperren.